# Bloch-ház (Miskolc)
A Bloch-ház Miskolcon, a Széchenyi István utca 43. szám alatt áll. 1880 körül épült Bloch Ármin kereskedő megbízásából.

## Története
A mai épület feltehetően az 1878-as miskolci árvíz után, az 1880-as években épült. Az építtető Bloch Ármin kereskedő, a tervező pedig a fia, Bloch Alfréd volt. Az építésznek számos munkája van a városban, például a Márkus-palota (Széchenyi utca 117.), a Magyar-olasz Bank épülete (Széchenyi utca 67.), tapolcai nyaralók, de a fővárosban az ő első munkája volt a Richter Gyógyszerárugyár is. A felépült házban lakott Bloch Ármin és családja, a földszinten rendezte be és működtette textil-nagykereskedését. A gettósítás után a tulajdonosok nem tértek vissza. 1946-ban az épületet Carlo Piva, ismert miskolci olasz cukrászmester vette meg Sikorszky Gyulától, aki „Kakukk-büféjét” működtette benne, a nyugati üzletrészben pedig művégtag bolt működött. A Piva név már korábban is jól ismert volt a városban, első üzlete a Szent Imre (ma Mindszent) téren volt, de az igazi népszerűségét ebben az üzletben érte el. Az államosítás után, 1955-ben Pivát, a város egyetlen „maszek” cukrászát letartóztatták, lefoglalták az üzletét és az emeleten lévő lakását, és zárolták valamennyi ingóságát. A cukrászda egy idő után Napsugár néven folytatta működését, immár mindkét üzleti részben. Az emberek azonban ennek ellenére még évtizedekkel később is Pivának hívták a cukrászdát. A földszinti részt, a portált a kor divatjának megfelelő módon jellegtelenné alakították. A rendszerváltás után a Bigatton Kft. tulajdonába került a cukrászda, de hamarosan más típusú üzlet(ek)nek adta át a helyét. Az udvari épületrész földszintjén különböző üzletek működnek.

## Leírása
Az épület egyemeletes, két magasabb épület közé mintegy „beszorítva” áll, 4+1 tengelyes elrendezésű. Mai megjelenését (legalábbis az emeleti részen) 1925 és 1927 között kapta. A homlokzat földszinti része az 1960-as években teljesen megváltozott, kinézetét ma a csiszolt mészkőburkolat és műanyag nyílászárók határozzák meg. Az emeleti zóna – bár nincs túl jó állapotban – lényegében megőrizte eredeti kinézetét. Az ablakok egyenes záródásúak, de a belső sarkokban lekerekítettek. A kapu fölötti ablak – annak mérete miatt – szélesebb a többinél. Az ablakok alatti mezők kinézete a konvektoros fűtés beépítése miatt zavaros. Az ablakok fölötti hullámtagozatos timpanonban virágos pajzsdíszek láthatók. Az ablakokat elválasztó falsávok felső részén női fejekkel ellátott látványos díszítést alakítottak ki. Az udvari épületszárny nagyjából a bal oldali négy tengely szélességében húzódik északi irányban. Az utcával párhuzamos nyeregtető előtt valaha teljes szélességben többrészes mellvéd állt, ezt valamikor eltávolították. A kapubejáró a jobb oldali, keleti szélen nyílik, egyenes záródású, kovácsoltvas kapuval. A bejárati folyosó félköríves kiképzést kapott. Az udvari épületrész függőfolyosóját kovácsoltvas korlát díszíti.
A ház – értékei miatt is – mielőbbi felújításra vár.

## Képek

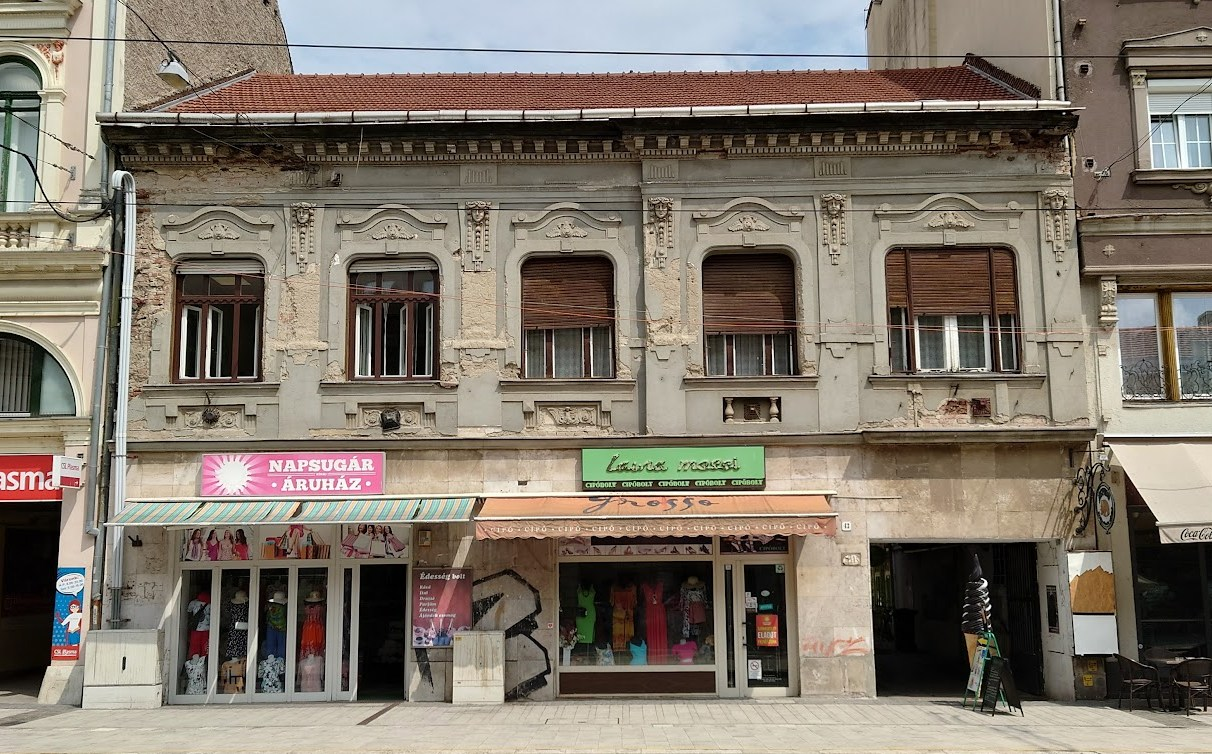
A Bloch-ház 2022-ben
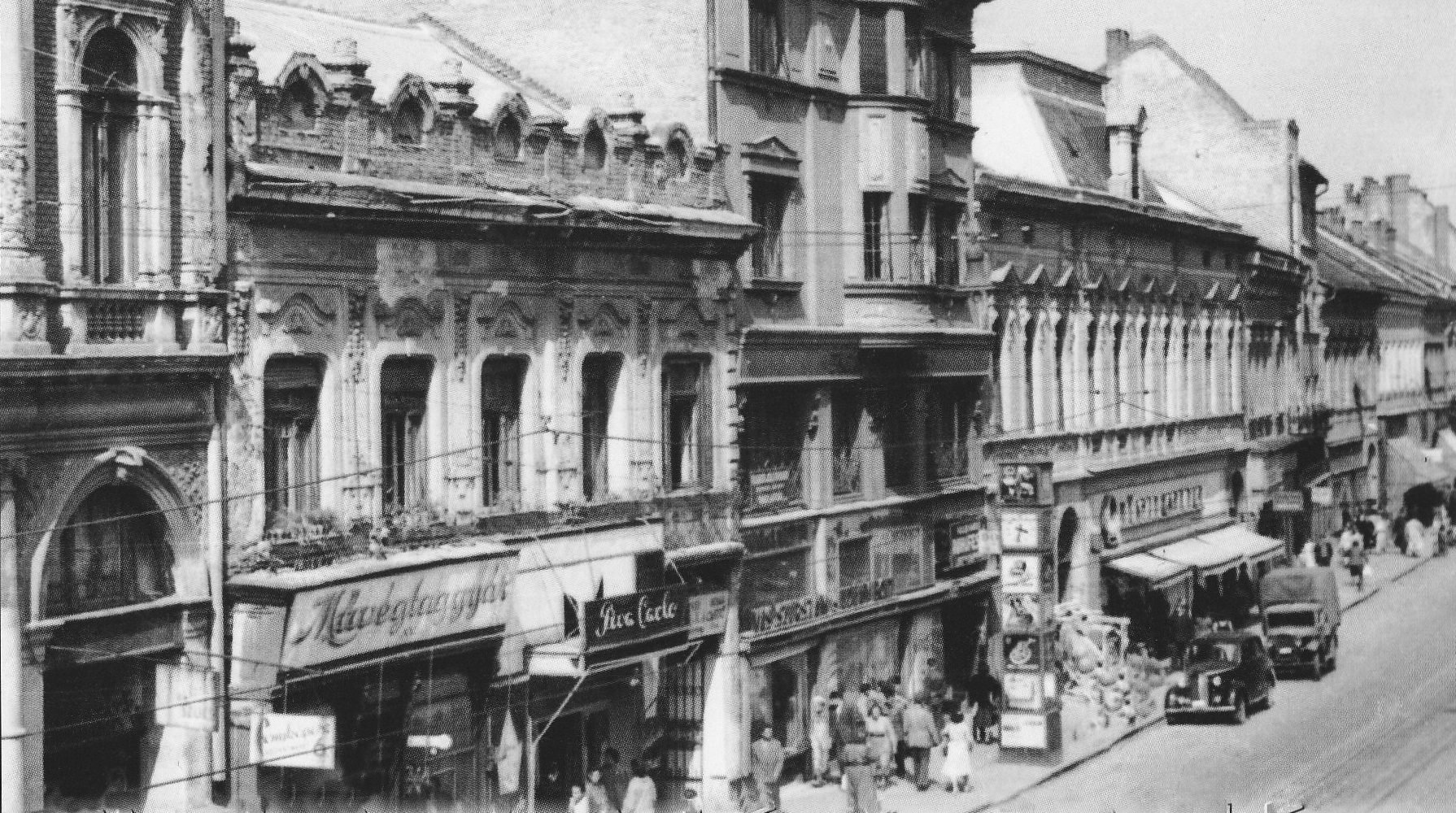
Az épület 1946-ban
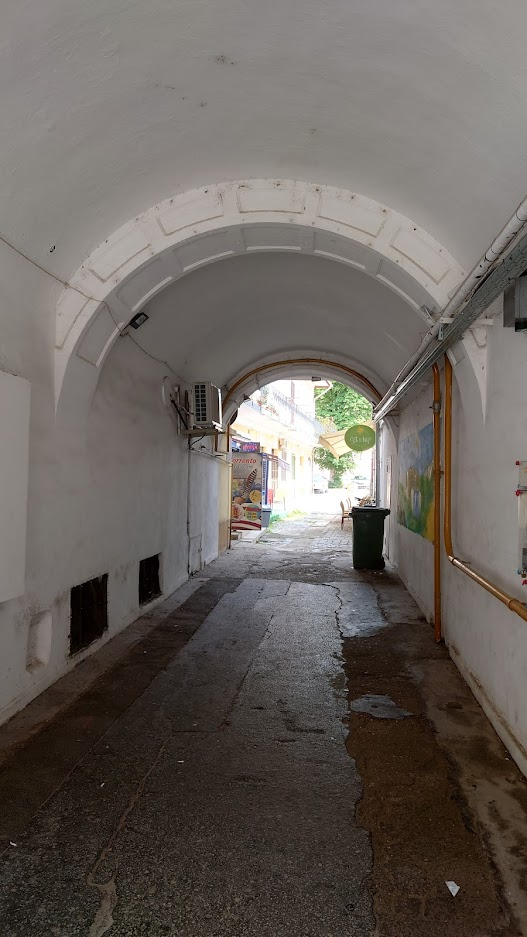
A kapu folyosója
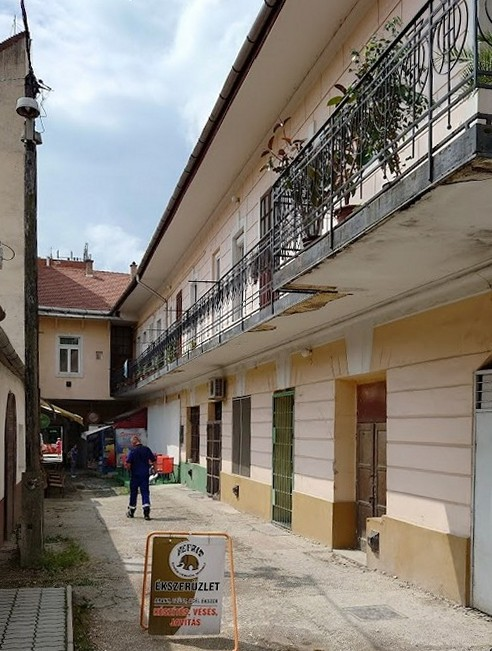
Az udvari rész
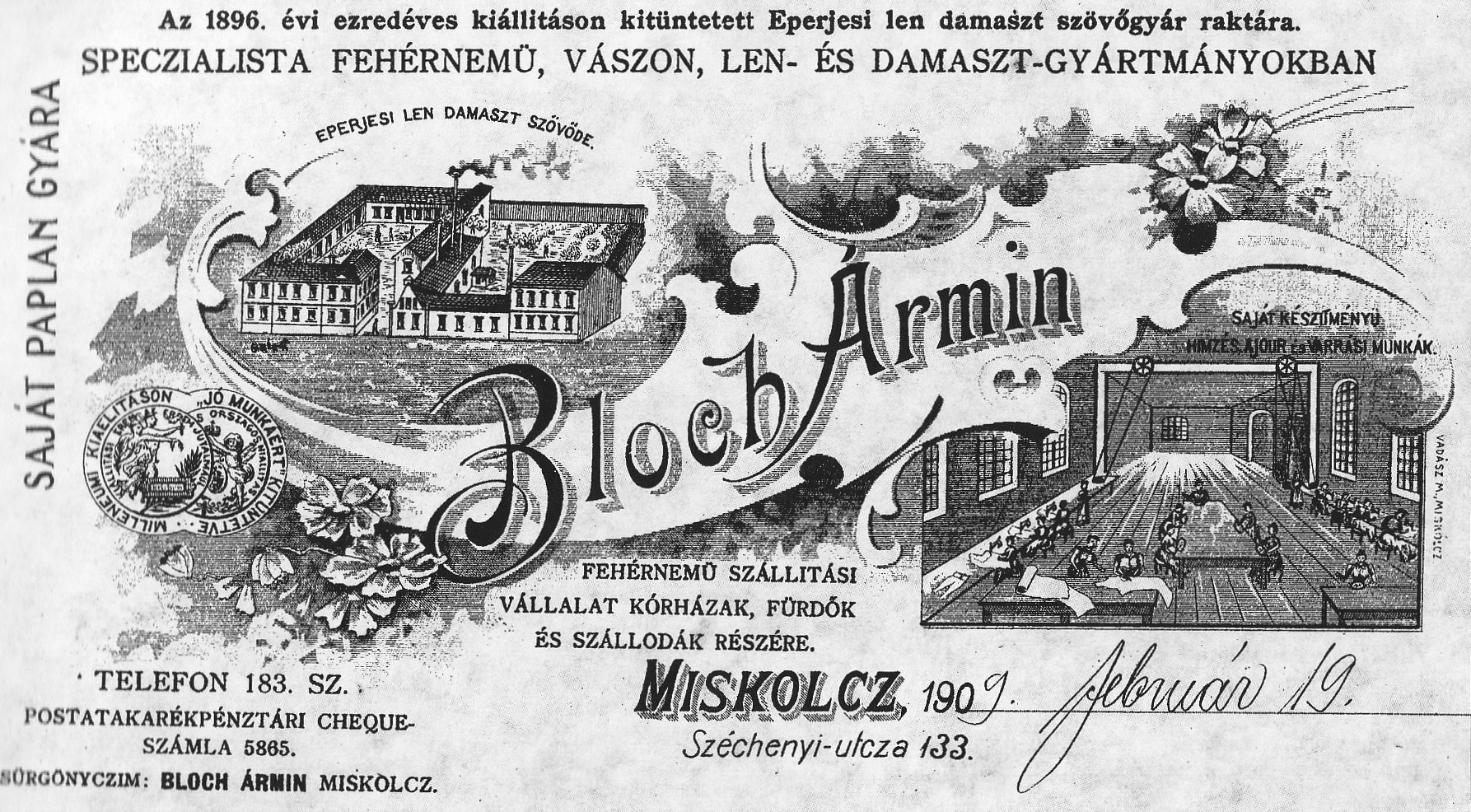
Bloch Ármin levélpapírja